# Хмельовик (зупинний пункт)
Хмельови́к — пасажирський зупинний пункт Київської дирекції Південно-Західної залізниці на електрифікованій лінії Дарниця — Гребінка між станціями Березань (8 км) та Переяславська (5 км). Розташований неподалік сіл Дубове та Хмельовик Броварського району Київської області.

## Історія
Зупинний пункт відкритий у 1964 році. У 1972 році електрифікований змінним струмом (~25 кВ) в складі лінії Київ — Яготин.

## Пасажирське сполучення
На зупинному пункті Хмельовик зупиняються приміські електропоїзди Яготинського напрямку.